# Vladaja
Vladaja (bulgariska: Владая) är ett distrikt i Bulgarien.   Det ligger i kommunen Stolitjna Obsjtina och regionen Sofija-grad, i den västra delen av landet, 12 km sydväst om huvudstaden Sofia.
I omgivningarna runt Vladaja växer i huvudsak blandskog. Runt Vladaja är det tätbefolkat, med 683 invånare per kvadratkilometer.